# Seßlach
Seßlach est une ville allemande, située en Bavière, dans l'arrondissement de Cobourg.